# Charles Dain
Pour les articles homonymes, voir Dain (homonymie).
Charles Dain est un avocat et homme politique français, né le 29 août 1812 à la Guadeloupe, et décédé le 31 janvier 1871 à Bordeaux (Gironde).

## Biographie
Charles Dain est issu d'un milieu de commerçants et planteurs esclavagistes de la Guadeloupe. Il hérite de son père une exploitation sucrière coloniale, l'habitation Mont-Carmel,.
Après avoir été élève au lycée Louis-le-Grand, Charles fait des études en droit en métropole et s’inscrit comme avocat au barreau de Paris. Il est proche des idées de Victor Considerant et mène campagne pour l'abolition de l'esclavage, bien que lui-même est propriétaire d'esclaves.
Il est député de la Guadeloupe de 1848 à 1849, siégeant à l'extrême gauche. Battu en mai 1849, il est élu député de Saône-et-Loire en 1850. Se ralliant au Second Empire, il devient conseiller à la cour de la Guadeloupe.

### Sources
- « Charles Dain », dans Adolphe Robert et Gaston Cougny, Dictionnaire des parlementaires français, Edgar Bourloton, 1889-1891 [détail de l’édition](voir "Charles Dain")